# Blooming Line
『Blooming Line』（ブルーミングライン）は、新谷良子の7枚目のオリジナルアルバム。2013年8月14日にLantisから発売された。

## 概要
前作『UNLOCKER!』から2年ぶりとなるオリジナルアルバム。同時収録のDVDには「Blooming Line」のミュージッククリップが収録されている。本アルバムの発売を記念し、東京、大阪、名古屋でキャンペーンが行われる。

## 収録曲

### Disc1（CD）
1. Brightest Road [3:51]
作詞：Uyu（ACRYLICSTAB）、作曲・編曲：阿部隆大（ACRYLICSTAB）
2. AUTOMATIC SENSATION [3:50]
作詞：こだまさおり、作曲：Kohei by SIMONSAYZ、編曲：R・O・N
モバイルアニメ『こいけん!〜私たちアニメになっちゃった〜』主題歌
3. バード・コート・ヤード [4:53]
作詞：只野菜摘、作曲・編曲：川島弘光
4. second exit（Instrumental） [2:31]
作曲・編曲：川島弘光
5. Hello!! Hello!! [3:31]
作詞・作曲・編曲：宮崎誠
6. Type-S [3:38]
作詞・作曲・編曲：R・O・N
7. Jumpin' Rollin' Coaster [3:46]
作詞・作曲・編曲：R・O・N
8. come into bud（Instrumental） [2:36]
作曲・編曲：SHIKI
9. Blooming Line [4:16]
作詞・作曲・編曲：SHIKI
テレビ東京『アニメDON!』2013年8月度エンディングテーマ
10. エトワール [4:27]
作詞：こだまさおり、作曲・編曲：橋本由香利
11. Euphoric Prayer [3:54]
作詞・作曲・編曲：R・O・N
12. Over [3:50]
作詞・作曲・編曲：宮崎誠

### Disc2（DVD）
1. Blooming Line